# 松尾実李果
松尾 実李果（まつお みりか、2001年11月6日 - ）は、日本のタレント・YouTuber。

## 来歴
2023年4月15日（14日深夜）よりフジテレビ系列で生放送されているバラエティー番組「オールナイトフジコ」に番組内での現役女子大生によるユニット「フジコーズ」としてレギュラー出演。
2024年3月に洗足学園音楽大学を卒業。これを機に同年3月22日放送の「オールナイトフジコ」及び3月29日に開かれた番組イベント「フジコーズ卒業式2024」をもってフジコーズを卒業した。

## 人物
- 愛称はみんみ
- 6人兄妹の末っ子
- 趣味はファッション研究・乗馬・アニメ鑑賞とジャズ[1]
- 特技はバレエ・習字・茶道で、「オールナイトフジコ」の第10回放送のオープニングで番組テーマソングの「Friday overnight」をフジコーズ全員で歌った際に楽曲の間奏中にバレエを披露した。[2][3]

## 出演

### テレビ
- オールナイトフジコ（2023年4月15日 - 2024年3月23日、フジテレビ） - フジコーズとして

### イベント
- オダイバ!!超次元音楽祭フユフェス2024（2024年2月24日・25日、ぴあアリーナMM）[4]
- AGESTOCK2024（2024年3月3日、代々木第一体育館）[5]

## 書籍
デジタル写真集
- American Girl（2023年12月1日、小学館）